# بکی چمبرز
بکی چمبرز (انگلیسی: Becky Chambers؛ زادهٔ ۳ مهٔ ۱۹۸۵) فهرست نویسندگان علمی-تخیلی اهل ایالات متحده آمریکا است. او در سال‌های ۲۰۱۹ و ۲۰۲۱ برندهٔ جایزه هوگو شده است. از او به عنوان یکی از بنیانگذاران سبک هوپ‌پانک یاد می‌شود. از آثار او می‌توان به مدیحه‌ای برای مصنوع خودرو اشاره کرد.